# Хармандян, Адисс
А́дисс Хармандя́н (арм. Ատիս Հարմանտեան, настоящее имя Аведис Хармандян; 14 января 1945, Бейрут, Ливан — 1 сентября 2019, Санта-Моника, США) — ливано-армянский поп-певец, композитор.
Его карьера началась в 1960-х годах, первым музыкальным произведением была песня «Ծաղիկներ» (Цветы), которая быстро завоевала популярность среди ливанских и диаспорских армян. Хармандян считается пионером эстрадного жанра армянской музыки. Такие песни как «Նունէ» (Нуне) или «Գարուն գարուն» (Весна-весна) в основном поются на армянском языке и оказали влияние на формирование армянской идентичности в Ливане и диаспоре. Также известными его песнями являются «Այլ աչքեր» (Другие глаза), «Աղթամար» (Ахтамар) и многие другие, которые всё ещё используют многие армянские певцы в своём творчестве.
Хармандян выпустил более 30 альбомов и около 400 песен и получил множество наград как за рубежом, так и в Республике Армения. Во время гражданской войны в Ливане Хармандян эмигрировал в США и проживал в Лос-Анджелесе, штат Калифорния.
Умер 1 сентября 2019 года в возрасте 74 лет в медицинском центре Калифорнийского университета в Санта-Монике после долгой 15-летней борьбы с раком.

## Награды
- Орден Святого Месропа Маштоца (2005)
- Адисс Хармандян также был награждён орденом Комитаса Министерством Диаспоры Армении.

## Внешняя ссылка
- Адисс Хармандян на MySpace
- Страница Адисса Хармандяна на сайте armenianmusic.com